# Rifugio Capanna Cervino
Il rifugio Capanna Cervino si trova poco sopra il Passo Rolle, ai piedi delle pale di San Martino, ad un'altezza di 2.084 m s.l.m., sulla strada forestale che da passo Rolle porta alla Baita Segantini.

## Accessi
- Passo Rolle